# Reinhold Breu
Reinhold Breu (Deggendorf, 12 settembre 1970) è un allenatore di calcio, dirigente sportivo ed ex calciatore tedesco, di ruolo attaccante, tecnico della nazionale lituana Under-19.

## Carriera
Inizia la carriera da tecnico nel 2004, allenando la formazione riserve del Jahn Ratisbona. Dal 2011 al 2021 è stato direttore tecnico del Lussemburgo, svolgendo anche il ruolo di CT delle selezioni giovanili. Il 15 giugno 2021 viene annunciato il suo ingresso nello staff tecnico dell'Austria Vienna, nel ruolo di vice-allenatore alle spalle di Manfred Schmid.
L'8 dicembre 2021 viene nominato direttore tecnico della LFF, firmando un accordo valido a partire da gennaio. Il 28 giugno 2022 sostituisce ad interim Valdas Urbonas alla guida della nazionale lituana.
Il 30 gennaio 2023 gli viene affidata la panchina della Lituania Under-19.

## Statistiche

### Statistiche da allenatore

#### Nazionale
Statistiche aggiornate al 19 novembre 2022.
| Squadra  | Naz                 | dal            | al              | Record | Record | Record | Record | Record | Record | Record | Record     |
| Squadra  | Naz                 | dal            | al              | G      | V      | N      | P      | GF     | GS     | DR     | % Vittorie |
| -------- | ------------------- | -------------- | --------------- | ------ | ------ | ------ | ------ | ------ | ------ | ------ | ---------- |
| Lituania | Lituania (bandiera) | 28 giugno 2022 | 30 gennaio 2023 | 4      | 0      | 2      | 2      | 1      | 5      | −4     | &0,00      |

#### Nazionale nel dettaglio
| 2022            | Lituania        | UEFA Nations League 2022-2023 | 4º nel Gruppo 1 della Lega C, retrocesso in Lega D | 2 | 0 | 1 | 1 | &0,00 | 1 | 3 | -2 |
| 2022            | Lituania        | Coppa del Baltico 2022        | 4º                                                 | 2 | 0 | 1 | 1 | &0,00 | 0 | 2 | -2 |
| Totale Lituania | Totale Lituania | Totale Lituania               | Totale Lituania                                    | 4 | 0 | 2 | 2 | 0,00  | 1 | 5 | -4 |

#### Panchine da commissario tecnico della nazionale lituana
| Cronologia completa delle presenze e delle reti in nazionale ― Lituania | Cronologia completa delle presenze e delle reti in nazionale ― Lituania | Cronologia completa delle presenze e delle reti in nazionale ― Lituania | Cronologia completa delle presenze e delle reti in nazionale ― Lituania | Cronologia completa delle presenze e delle reti in nazionale ― Lituania | Cronologia completa delle presenze e delle reti in nazionale ― Lituania | Cronologia completa delle presenze e delle reti in nazionale ― Lituania | Cronologia completa delle presenze e delle reti in nazionale ― Lituania |
| Data                                                                    | Città                                                                   | In casa                                                                 | Risultato                                                               | Ospiti                                                                  | Competizione                                                            | Reti                                                                    | Note                                                                    |
| ----------------------------------------------------------------------- | ----------------------------------------------------------------------- | ----------------------------------------------------------------------- | ----------------------------------------------------------------------- | ----------------------------------------------------------------------- | ----------------------------------------------------------------------- | ----------------------------------------------------------------------- | ----------------------------------------------------------------------- |
| 22-9-2022                                                               | Vilnius                                                                 | Lituania                                                                | 1 – 1                                                                   | Fær Øer                                                                 | UEFA Nations League 2022-2023 - 1º turno                                | Vykintas Slivka                                                         | Cap: S. Mikoliūnas                                                      |
| 25-9-2022                                                               | Lussemburgo                                                             | Lituania                                                                | 0 – 2                                                                   | Lussemburgo                                                             | UEFA Nations League 2022-2023 - 1º turno                                | -                                                                       | Cap: F. Černych                                                         |
| 16-11-2022                                                              | Kaunas                                                                  | Lituania                                                                | 0 – 0 (5 – 6 dtr)                                                       | Islanda                                                                 | Coppa del Baltico 2022                                                  | -                                                                       | Cap: S. Mikoliūnas                                                      |
| 19-11-2022                                                              | Tallinn                                                                 | Estonia                                                                 | 2 – 0                                                                   | Lituania                                                                | Coppa del Baltico 2022                                                  | -                                                                       | Cap: E. Girdvainis                                                      |
| Totale                                                                  |                                                                         | Presenze                                                                | 4                                                                       |                                                                         | Reti                                                                    | 1                                                                       |                                                                         |